# Iván Firtsak
Ivan Fedorovych Firtsak-Kroton o Firtsak (Ucraniano: Іван Федорович Фірцак-Кротон; 28 de julio de 1899, Bilky (actualmente en el distrito de Irshava del óblast de Transcarpacia de Ucrania) - 10 de noviembre de 1970, el mismo lugar) fue un artista de circo, luchador, atleta, boxeador y luchador de estilo libre ucraniano, alguna vez dicho como el hombre más fuerte del mundo. 

## Biografía
Firtsak ació en una familia de campesinos. En 1899, se muddó a Praga para ganarse la vida, donde primero trabajó en un circo.
Durante la década de 1920 comenzó a ganar torneos y competiciones de lucha en Praga. Ganó en el club Praga—Bubenech como peso pesado en repetidas ocasiones y también se convirtió en campeón de Checoslovaquia en lucha cuerpo a cuerpo y levantamiento de pesas. Más tarde fue trabajó como artista en el circo Hertsfert. Visitó la mayoría de los países europeos y viajó a Estados Unidos. Utilizó seudónimo de Iván-Syla (Iván el Fuerte) en 64 países. Entre sus números incluía romper cadenas de hierro, hacer figuras de palitos, doblar clavos con sus dedos, acostarse sobre vidrios rotos mientras levantaba 500 kilogramos de peso y hacía malabarismos con objetos pesados.
Firtsak compitió contra campeones mundiales de boxeo. Luego, tomó el nombre de "el legendario héroe Krotón," porque se presentó en un estadio olímpico con un toro sobre sus hombros, sosteniéndolo durante más de una hora y media. Posteriormente realizó giras por Europa y América, esta vez en solitario.  Fue el ganador de fisicoculturismo en un concurso de París. En 1928 fue reconocido como el hombre más fuerte del planeta.
En 1930 regresó a su pueblo natal, Bilky. Después de que Transcarpacia pasó a formar parte de la URSS, trabajó como director de un departamento de policía en la misma ciudad. En octubre de 1945, en honor al aniversario de la liberación de Transcarpacia, Firtsak luchó contra el 13 veces campeón de la URSS, el levantador de pesas Yakov Kutsenko, en el teatro dramático de Uzhgorod. La pelea terminó en empate.
Sin embargo, no abandonó la actividad circense hasta su muerte. Participó en numerosas competiciones regionales y nacionales de atletismo, levantamiento de pesas, y promovió activamente la fuerza como deporte y para el bienestar físico.

## Reconocimientos
- Desde 1999 en su ciudad natal, se celebran anualmente competiciones de levantamiento de pesas con un premio nombrado en su honor I. Firtsak-Kroton.
- El escritor Anton Kopinets escribió el libro Kroton basado en su vida.
- En 2013, Viktor Anriyenko dirigió la película Ivan (Iván el fuerte) sobre él. [1] El papel principal lo interpretó Dmitriy Khaladzhi.

En 2016, la ciudad de Uzhhorod, nombró una calle en su honor, cambando el nombre de la calle Nikolai Vatutin a calle Ivan Firtsak. 